# Simone Ciancio
Simone Ciancio (Genova, 18 luglio 1987) è un calciatore italiano, difensore dell'Asti.

## Biografia
Sposato con Elisa, nel marzo 2022 ha avuto da lei un figlio (Pietro).

## Caratteristiche tecniche
È un terzino destro che può agire a sinistra ed eventualmente anche da centrale.

## Carriera
Cresciuto nel settore giovanile della Sampdoria, di cui è tifoso, ha compiuto la trafila dagli Esordienti alla prima squadra. Ha poi indossato le maglie di Pizzighettone e Alessandria. Ha esordito in Serie C1 con i grigi piemontesi nel 2009.
Nel 2005, a 18 anni, ha subito la rottura del legamento crociato del ginocchio destro, mentre nel 2011 uno strappo del tendine semirotuleo.
Dal 2012 al 2014 ha militato nel Cittadella e nella Juve Stabia in Serie B, collezionando 60 presenze e segnando 2 gol.
Ha poi vissuto un positivo biennio a Cosenza, in Lega Pro, dove ha collezionato 57 presenze e 2 gol. Si è aggiudicato la Coppa Italia Lega Pro 2014-2015, andando a segno nella finale di ritorno contro il Como.
Nel 2016 si è trasferito al Lecce, sempre in Lega Pro. Nella stagione di esordio con i salentini Ciancio ha ottenuto 31 presenze e segnato 3 gol, oltre a 4 presenze e un gol nei play-off. Nel 2017-2018 ha conseguito la promozione in Serie B, giocando 23 partite e segnando un gol.
Nel luglio 2018 si è accordato con il Catania, con cui ha sottoscritto un contratto biennale, ma resta in Sicilia una sola stagione trasferendosi l'anno successivo alla Carrarese.
Il 28 agosto 2020 si accasa all'Avellino. Il 18 luglio 2022 viene acquistato dal Novara.
Il 18 luglio 2023 fa ritorno all'Alessandria. Dopo la retrocessione firma in Serie D con l'Asti.

## Statistiche

### Presenze e reti nei club
Statistiche aggiornate al 4 maggio 2025.
| Stagione           | Squadra            | Campionato         | Campionato | Campionato | Coppe nazionali | Coppe nazionali | Coppe nazionali | Coppe continentali | Coppe continentali | Coppe continentali | Altre coppe | Altre coppe | Altre coppe | Totale | Totale |
| Stagione           | Squadra            | Comp               | Pres       | Reti       | Comp            | Pres            | Reti            | Comp               | Pres               | Reti               | Comp        | Pres        | Reti        | Pres   | Reti   |
| ------------------ | ------------------ | ------------------ | ---------- | ---------- | --------------- | --------------- | --------------- | ------------------ | ------------------ | ------------------ | ----------- | ----------- | ----------- | ------ | ------ |
| 2008-2009          | Alessandria        | 2D                 | 30+3       | 1          | CI-LP           | 3               | 0               | -                  | -                  | -                  | -           | -           | -           | 36     | 1      |
| 2009-2010          | Alessandria        | 1D                 | 29         | 0          | CI+CI-LP        | 2+1             | 0               | -                  | -                  | -                  | -           | -           | -           | 32     | 0      |
| 2010-2011          | Alessandria        | 1D                 | 8+1        | 0          | CI+CI-LP        | 0+1             | 0               | -                  | -                  | -                  | -           | -           | -           | 10     | 0      |
| 2011-gen. 2012     | Alessandria        | 2D                 | 21         | 2          | CI+CI-LP        | 1+1             | 0               | -                  | -                  | -                  | -           | -           | -           | 23     | 2      |
| gen.-giu. 2012     | Cittadella         | B                  | 15         | 1          | CI              | -               | -               | -                  | -                  | -                  | -           | -           | -           | 15     | 1      |
| 2012-2013          | Cittadella         | B                  | 29         | 1          | CI              | 3               | 0               | -                  | -                  | -                  | -           | -           | -           | 32     | 1      |
| Totale Cittadella  | Totale Cittadella  | Totale Cittadella  | 44         | 2          |                 | 3               | 0               |                    | -                  | -                  |             | -           | -           | 47     | 2      |
| 2013-2014          | Juve Stabia        | B                  | 16         | 0          | CI              | 2               | 0               | -                  | -                  | -                  | -           | -           | -           | 18     | 0      |
| 2014-2015          | Cosenza            | LP                 | 33         | 1          | CI+CI-LP        | 0+7             | 1               | -                  | -                  | -                  | -           | -           | -           | 40     | 2      |
| 2015-2016          | Cosenza            | LP                 | 24         | 1          | CI+CI-LP        | 2+1             | 0               | -                  | -                  | -                  | -           | -           | -           | 27     | 1      |
| Totale Cosenza     | Totale Cosenza     | Totale Cosenza     | 57         | 2          |                 | 10              | 1               |                    | -                  | -                  |             | -           | -           | 67     | 3      |
| 2016-2017          | Lecce              | LP                 | 31+4       | 0          | CI+CI-LP        | 3+1             | 0               | -                  | -                  | -                  | -           | -           | -           | 39     | 0      |
| 2017-2018          | Lecce              | C                  | 20         | 1          | CI+CI-C         | 3+3             | 0               | -                  | -                  | -                  | SC          | 2           | 0           | 28     | 1      |
| Totale Lecce       | Totale Lecce       | Totale Lecce       | 51+4       | 1          |                 | 10              | 0               |                    | -                  | -                  |             | 2           | 0           | 67     | 1      |
| 2018-2019          | Catania            | C                  | 16         | 0          | CI+CIC          | 1+0             | 0               | -                  | -                  | -                  | -           | -           | -           | 17     | 0      |
| 2019-2020          | Carrarese          | C                  | 23+2       | 0          | CI+CI-C         | 2+1             | 0               | -                  | -                  | -                  | -           | -           | -           | 28     | 0      |
| 2020-2021          | Avellino           | C                  | 33+5       | 0          | CI              | 1               | 0               |                    | -                  | -                  |             | -           | -           | 39     | 0      |
| 2021-2022          | Avellino           | C                  | 28+1       | 1          | CI+CI-C         | 1+1             | 0               |                    | -                  | -                  |             | -           | -           | 31     | 1      |
| Totale Avellino    | Totale Avellino    | Totale Avellino    | 61+6       | 1          |                 | 3               | 0               |                    | -                  | -                  |             | -           | -           | 70     | 1      |
| 2022-2023          | Novara             | C                  | 34         | 0          | CI-C            | 1               | 0               |                    | -                  | -                  | -           | -           | -           | 35     | 0      |
| 2023-2024          | Alessandria        | C                  | 33         | 0          | CI-C            | 0               | 0               | -                  | -                  | -                  | -           | -           | -           | 33     | 0      |
| Totale Alessandria | Totale Alessandria | Totale Alessandria | 121+4      | 6          |                 | 9               | 0               |                    | -                  | -                  |             | -           | -           | 134    | 3      |
| 2024-2025          | Asti               | D                  | 29         | 0          | CI-D            | 1               | 0               | -                  | -                  | -                  | -           | -           | -           | 30     | 0      |
| Totale carriera    | Totale carriera    | Totale carriera    | 452+16     | 9          |                 | 43              | 1               |                    | -                  | -                  |             | 2           | 0           | 513    | 10     |

## Palmarès

### Club

#### Competizioni nazionali
- Coppa Italia Lega Pro: 1

Cosenza: 2014-2015
- Serie C: 1

Lecce: 2017-2018 (girone C)